# BWF International Series 2023
Die BWF International Series 2023 war die 17. Auflage der BWF International Series im Badminton. 

## Turniere und Sieger
| Veranstaltung                     | Herreneinzel           | Dameneinzel              | Herrendoppel                              | Damendoppel                                  | Mixed                                             |
| --------------------------------- | ---------------------- | ------------------------ | ----------------------------------------- | -------------------------------------------- | ------------------------------------------------- |
| Estonian International            | Yushi Tanaka           | Huang Yu-hsun            | Shuntaro Mezaki Haruya Nishida            | Paula Cao Hok Lauren Lam                     | Mads Vestergaard Christine Busch                  |
| Portugal International            | Johnnie Torjussen      | Neslihan Arın            | Julien Maio William Villeger              | Bengisu Erçetin Nazlıcan İnci                | Andreas Søndergaard Iben Bergstein                |
| Dutch International               | Julien Carraggi        | Huang Yu-hsun            | Kazuhiro Ichikawa Daiki Umayahara         | Hsu Yin-hui Lee Chih-chen                    | Kenneth Choo Gronya Somerville                    |
| Luxembourg Open                   | Sankar Subramanian     | Hina Akechi              | William Kryger Boe Christian Faust Kjaer  | Kirsten de Wit Alyssa Tirtosentono           | Patrick Scheiel Franziska Volkmann                |
| Swedish Open                      | Victor Svendsen        | Hina Akechi              | Raymond Indra Daniel Edgar Marvino        | Maiko Kawazoe Sorano Yoshikawa               | Jafar Hidayatullah Aisyah Salsabila Putri Pranata |
| Austrian Open                     | Julien Carraggi        | Wang Yu-si               | Low Hang Yee Ng Eng Cheong                | Liu Chiao-yun Wang Yu-qiao                   | Ethan van Leeuwen Annie Lado                      |
| Santo Domingo Open                | Jonathan Matias        | Juliana Viana Vieira     | Job Castillo Luis Montoya                 | Sânia Lima Juliana Viana Vieira              | Koceila Mammeri Tanina Mammeri                    |
| Mauritius International           | Kartikey Gulshan Kumar | Hina Akechi              | Shogo Ogawa Daisuke Sano                  | Natsumi Takasaki Mai Tanabe                  | Hariharan Amsakarunan Varshini Viswanath Sri      |
| Tajikistan International          | Lê Đức Phát            | Anupama Upadhyaya        | Khaitmurat Kulmatov Makhsut Tadzhibullaev | Rutaparna Panda Swetaparna Panda             | Dmitriy Panarin Kamila Smagulova                  |
| Brazil International              | Kevin Cordón           | Kate Ludik               | Koceila Mammeri Youcef Sabri Medel        | Jaqueline Lima Sâmia Lima                    | Davi Silva Sânia Lima                             |
| Maldives International            | Krishna Adi Nugraha    | Sorano Yoshikawa         | Choi Jian Sheng Bryan Goonting            | Ho Lo Ee Amanda Yap                          | Sathish Kumar Karunakaran Aadya Variyath          |
| Paraguay International            | abgesagt               | abgesagt                 | abgesagt                                  | abgesagt                                     | abgesagt                                          |
| Cameroon International            | Markus Barth           | Keisha Fatimah Az Zahra  | P.S. Ravikrishna Sankar Prasad Udayakumar | Rutaparna Panda Swetaparna Panda             | Koceila Mammeri Tanina Mammeri                    |
| Trinidad and Tobago International | Mark Shelley Alcala    | Eliana Zhang             | Ryan Ma Daniel Zhou                       | Jeslyn Chow Eliana Zhang                     | Samuel O`Brien Ricketts Tahlia Richardson         |
| Thailand International            | Riki Takei             | Runa Kurihara            | Kazuki Shibata Naoki Yamada               | Kim Yu-jung Lee Yeon-woo                     | Park Kyung-hoon Kim Yu-jung                       |
| Polish International              | Andi Fadel Muhammad    | Sorano Yoshikawa         | Callum Hemming Ethan van Leeuwen          | Bengisu Erçetin Nazlıcan İnci                | Callum Hemming Estelle van Leeuwen                |
| Malaysia International            | Ikhsan Rumbay          | Insyirah Khan            | Fazriq Razif Wong Vin Sean                | Isyana Syahira Meida Rinjani Kwinara Nastine | Loo Bing Kun Cheng Su Yin                         |
| Uganda International              | Luis Ramón Garrido     | Meghana Reddy Mareddy    | Brian Kasirye Muzafaru Lubega             | Rutaparna Panda Swetaparna Panda             | Koceila Mammeri Tanina Mammeri                    |
| Venezuela International           | Giovanni Toti          | Inés Castillo            | Job Castillo Luis Montoya                 | Romina Fregoso Miriam Rodríguez              | Luis Montoya Miriam Rodríguez                     |
| Egypt International               | Harry Huang            | Romane Cloteaux-Foucault | Louis Ducrot Quentin Ronget               | Julia Meyer Leona Michalski                  | Jones Ralfy Jansen Julia Meyer                    |
| Peru International                | Fabio Caponio          | Inés Castillo            | Rubén García Carlos Piris                 | Paula López Lucía Rodríguez                  | Jacobo Fernández Paula López                      |
| Sydney International              | Ting Yen-chen          | Jaslyn Hooi              | Chen Cheng-kuan Chen Sheng-fa             | Setyana Mapasa Angela Yu                     | Chen Sheng-fa Lin Jhih-yun                        |
| Czech Open                        | Jan Louda              | Frederikke Østergaard    | Chen Zhi-yi Presley Smith                 | Téa Margueritte Flavie Vallet                | Ludwig Axelsson Jessica Silvennoinen              |
| Algeria International             | Ade Resky Dwicahyo     | Rosy Oktavia Pancasari   | Koceila Mammeri Youcef Sabri Medel        | Amy Ackerman Deidre Laurens                  | Koceila Mammeri Tanina Mammeri                    |
| Hungarian International           | Harry Huang            | Frederikke Lund          | Rasmus Espersen Marcus Rindshøj           | Paula López Lucía Rodríguez                  | Rasmus Espersen Amalie Cecilie Kudsk              |
| Vietnam International             | Liu Liang              | Wu Luoyu                 | Xie Haonan Zeng Weihan                    | Kaho Osawa Asuka Sugiyama                    | Zhou Zhihong Yang Jiayi                           |
| Norwegian International           | Andi Fadel Muhammad    | Talia Ng                 | Maël Cattoen Lucas Renoir                 | Amalie Cecilie Kudsk Signe Schulz            | Robert Cybulski Kornelia Marczak                  |
| Guatemala International           | Kevin Cordón           | Ishika Jaiswal           | Job Castillo Luis Montoya                 | Diana Corleto Nikte Sotomayor                | Koceila Mammeri Tanina Mammeri                    |
| Bahrain International             | Wang Zhengxing         | Chen Lu                  | Xie Haonan Zeng Weihan                    | Wang Tingge Wang Yiduo                       | Ma Xixiang Wu Mengying                            |
| Zambia International              | Luis Ramón Garrido     | Malya Hoareau            | Koceila Mammeri Youcef Sabri Medel        | Amy Ackerman Deidre Laurens                  | Koceila Mammeri Tanina Mammeri                    |
| Suriname International            | Uriel Canjura          | Haramara Gaitan          | Sören Opti Mitchel Wongsodikromo          | Haramara Gaitan Sabrina Solis                | Mitchel Wongsodikromo Loriane Dréan               |
| Mexico International              | Kevin Cordón           | Talia Ng                 | Xu Zicheng Zhang Tianqi                   | Vanessa García Cecilia Madera                | Luis Montoya Miriam Rodríguez                     |
| Slovenian International           | abgesagt               | abgesagt                 | abgesagt                                  | abgesagt                                     | abgesagt                                          |
| Kazakhstan International          | Sheng Xiaodong         | Mikaela Joy De Guzman    | Arryan R. Aji Syam Prasad Udayakumar      | Nargiza Rakhmetullayeva Aisha Zhumabek       | Dmitriy Panarin Kamila Smagulova                  |